# Danny Verbeek
Danny Verbeek ('s-Hertogenbosch, 15 augustus 1990) is een Nederlands voetballer die bij voorkeur als buitenspeler dienstdoet. Hij verruilde in 2020 FC Den Bosch voor BV De Graafschap. In de zomer van 2022 keerde hij weer terug naar FC Den Bosch.

## Clubcarrière
Verbeek begon bij BVV en speelde vanaf de E-jeugd voor FC Den Bosch. In het seizoen 2008/09 debuteerde hij op 16 januari 2009 in het betaald voetbal, in een thuiswedstrijd tegen Excelsior. Hij viel in de negenenzestigste minuut in voor Paco van Moorsel in een wedstrijd die in 0–0 eindigde. Op 22 maart 2010 maakte hij zijn eerste doelpunt voor FC Den Bosch, na een solo. Verbeek scoorde de 1–0 in de met 3–0 gewonnen wedstrijd tegen FC Volendam.
Op 16 juni 2012 tekende Verbeek een contract voor vier jaar bij Standard Luik, maar speelde hier nooit in het eerste elftal. De Belgische club verhuurde hem in augustus 2012 aan NAC Breda, waarvoor hij op 18 augustus 2012 zijn (Eredivisie-)debuut maakte. Hij kwam die dag in de eenenzestigste minuut in het veld voor Anouar Hadouir, in een met 0-1 verloren wedstrijd tegen FC Twente. Op 17 juni 2014 werd bekend dat Standard Luik Verbeek een jaar verhuurde aan FC Utrecht. Daarbij werd een optie tot koop bedongen, maar niet gelicht.
Verbeek tekende in juli 2015 een contract tot medio 2016 bij NAC Breda, dat in het voorgaande seizoen uit de Eredivisie degradeerde. In zijn verbintenis werd een optie voor nog twee seizoenen opgenomen in het geval dat NAC na één seizoen zou promoveren. Hij kwalificeerde zich dat jaar met NAC voor de play-offs 2016, maar daarin versperde Willem II de club de weg naar de Eredivisie.
In het seizoen 2017/18 keerde Verbeek weer terug bij FC Den Bosch Na drie seizoen vertrok de, op dat moment, aanvoerder weer. Hij tekende voor twee seizoenen bij De Graafschap.
In de zomer van 2022 keerde de geboren Bosschenaar wederom terug bij de club waar hij debuteerde in het betaald voetbal. Daar liep zijn contract door tot de zomer van 2024, met een optie vanuit de club voor nog een seizoen. Na het seizoen 2022/23, waarin Verbeek had getwijfeld over zijn toekomst, werd zijn contract op 9 juni 2023 omgezet in een geheel nieuwe verbintenis tot de zomer van 2025. Na in het seizoen 2024-2025 zevenmaal te zijn ingevallen stond de routinier op 22 november 2024, in de met 0-3 verloren thuiswedstrijd tegen Excelsior Rotterdam, voor het eerst sinds april van het jaar weer in de basis. Op 20 december, in de met 0-3 gewonnen uitwedstrijd tegen FC Emmen scoorde Verbeek voor eerste keer in ruim anderhalf jaar. De aanvoerder maakte in de zesenvijftigste minuut de laatste treffer. Na twaalf wedstrijden in de basis zijn gestart brak de Bosschenaar een teen. Op 8 mei 2025, bijna een week na zijn rentree, verlengde FC Den Bosch het aflopende contract van Verbeek met een jaar.

## Carrière
| Seizoen | Club          | Competitie     | Wedstrijden | Doelpunten |
| ------- | ------------- | -------------- | ----------- | ---------- |
| 2008/09 | FC Den Bosch  | Eerste divisie | 8           | 0          |
| 2009/10 | FC Den Bosch  | Eerste divisie | 22          | 2          |
| 2010/11 | FC Den Bosch  | Eerste divisie | 31          | 7          |
| 2011/12 | FC Den Bosch  | Eerste divisie | 27          | 10         |
| 2012/13 | Standard Luik | Eerste klasse  | 0           | 0          |
| 2012/13 | → NAC Breda   | Eredivisie     | 25          | 4          |
| 2013/14 | → NAC Breda   | Eredivisie     | 28          | 5          |
| 2014/15 | → FC Utrecht  | Eredivisie     | 13          | 2          |
| 2015/16 | NAC Breda     | Eerste divisie | 30          | 2          |
| 2016/17 | NAC Breda     | Eerste divisie | 18          | 0          |
| 2017/18 | FC Den Bosch  | Eerste divisie | 11          | 0          |
| 2018/19 | FC Den Bosch  | Eerste divisie | 34          | 5          |
| 2019/20 | FC Den Bosch  | Eerste divisie | 29          | 6          |
| 2020/21 | De Graafschap | Eerste divisie | 32          | 1          |
| 2021/22 | De Graafschap | Eerste divisie | 18          | 0          |
| 2022/23 | FC Den Bosch  | Eerste divisie | 28          | 3          |
| 2023/24 | FC Den Bosch  | Eerste divisie | 7           | 0          |
| 2024/25 | FC Den Bosch  | Eerste divisie | 22          | 1          |
| 2025/26 | FC Den Bosch  | Eerste divisie | 1           | 0          |

1 Bakker ·
3 Maas ·
4 Van Grunsven ·
5 De Groot ·
6 Felida ·
7 Sillé ·
8 Monzialo ·
9 Karlsson Grach ·
10 Van Leeuwen ·
11 Verbeek  ·
15 De Vries ·
17 Semedo ·
18 Van Hedel ·
19 Kuijpers ·
20 Acheffay ·
21 Kotzebue ·
22 Fortes ·
23 Bakaľa ·
26 El Bakkali ·
27 Akmum ·
31 Bijlsma ·
33 Laros ·
36 Van de Merbel ·
40 Boumassaoudi ·
47 Barglan ·
48 Elum ·
Coach: Landvreugd
· Assistent-trainer: Van Overbeek
· Assistent-trainer: Mesaoudi
· Keeperstrainer: De Wit